# Duesaigües
Duesaigües (em catalão e oficialmente), Dosaiguas ou Dos Aiguas (em castelhano) é um município da Espanha, na comarca do Baix Camp, província de Tarragona, comunidade autónoma da Catalunha. Tem 13,58 km² de área e em 2021 tinha 234 habitantes (densidade: 17,2 hab./km²). Limita com os municípios de Alforja, Riudecols, Riudecanyes, L'Argentera e Pradell de la Teixeta.